# Ehrensberger Bach (Osterhofer Ach)
Der Ehrensberger Bach ist ein 1,5 km langer Bach bei Ehrensberg auf der Gemarkung Haisterkirch bei Bad Waldsee.

## Lage
Der Ehrensberger Bach liegt auf dem Haisterkircher Rücken, der zur Riß-Aitrach-Platten (Naturraum-Nr. 41) innerhalb der Großlandschaft Donau-Iller-Lech-Platte (Nr. 4) gehört. Seine Lage ist etwa 750 Meter östlich des Oberschwäbischen Hügellands (Naturraum-Nr. 32), das zur Großlandschaft Voralpines Hügel- und Moorland (Nr. 3) zählt, und rund 820 Meter östlich der Europäischen Hauptwasserscheide. Der Bach befindet sich vollständig im Einzugsgebiet der Osterhofer Ach.

## Verlauf
Der Ehrensberger Bach entspringt am südöstlichen Rand von Ehrensberg im Waldgebiet Scheibenholz. Von dort verläuft er grob parallel zum Gemeindeverbindungsweg zwischen Ehrensberg und Hittisweiler. Seinen Lauf nimmt er durch die Fluren Scheibenholz, Krummer Winkel, Wiesle und Weiherwiesen, wobei er in den Weiherwiesen am südlichen Rand eines kleinen Waldstücks verläuft. Schließlich mündet der Bach zwischen den Fluren Schachenwiesen und Kapellenwiesen, auf Höhe der Leimgrubenwiesen, in die Osterhofer Ach.

## Biotope

### Feldhecke Ehrensberg
Am Oberlauf des Ehrensberger Bachs befindet sich das geschützte Biotop Feldhecke Ehrensberg (Biotopnummer 180244360146). Diese 0,007 Hektar große Feldhecke. Das Biotop erstreckt sich als geschlossene Korb-Weidenhecke entlang des Bachlaufs, mit einer Krautschicht, die vorwiegend aus nässeliebenden Hochstauden besteht.

### Bachbegleitender Gehölzstreifen SW Ehrensberg
Südwestlich von Ehrensberg erstreckt sich entlang eines tief eingeschnittenen Bachlaufs der geschützte Biotop Bachbegleitender Gehölzstreifen SW Ehrensberg (Biotopnummer 181244367011). Der Biotop präsentiert sich als ein schmaler, 0,1147 Hektar großer Galeriewaldstreifen. Im östlichen Drittel bildet ein geschlossener Gehölzsaum aus mächtigen Strauchweiden beide Ufer. Weiter bachabwärts findet sich der Gehölzsaum lediglich am nördlichen Ufer, während die südliche Bachseite nur noch vereinzelt von Bäumen oder Sträuchern gesäumt wird. Dieser westliche Abschnitt weist eine gut entwickelte Baumschicht aus Esche und Schwarz-Erle sowie eine ebenfalls gut ausgebildete Strauchschicht auf. Die Krautschicht wird bachnah von nässeliebenden Hochstauden dominiert, während im übrigen Bereich Frischezeiger wie Einbeere und Bingelkraut häufig sind. Das Biotop wird als Gebiet von lokaler Bedeutung eingestuft. Der Biotoptyp ist zu 100 % als gewässerbegleitender Auwaldstreifen ausgewiesen und nach Bundesnaturschutzgesetz als Auwälder geschützt.

### Feuchtbiotope SÖ Hittisweiler
Südöstlich von Hittisweiler erstrecken sich die geschützten Feuchtbiotope SÖ Hittisweiler (Biotopnummer 181244367106), die eine Gesamtfläche von 0,334 Hektar umfassen und sich aus drei Teilflächen zusammensetzen. Diese Biotope sind nach Bundesnaturschutzgesetz als Sümpfe, seggen- und binsenreiche Nasswiesen sowie Quellbereiche geschützt.
Die westliche Teilfläche liegt oberhalb des Ehrensberger Bach an einer südostexponierten, durch Sickerquellaustritte vernässten Böschung. Hier haben sich eine wüchsige, artenreiche Hochstaudenflur (Teilbiotop 2) mit starkem Vorkommen des Sumpf-Storchschnabels, ein ruderal geprägtes Rohrglanzgras-Röhricht (Teilbiotop 3) mit Dominanz von Rohrglanzgras, Wirtschaftsgräsern und Seggen sowie ein Schachtelhalm-Sumpf (Teilbiotop 4) mit Riesen-Schachtelhalm und Hochstauden wie Roß-Minze entwickelt.
Die mittlere Teilfläche befindet sich jenseits des Baches gegenüber der westlichen Fläche. Es handelt sich um einen nassen Wiesenstreifen in einer kleinen, nordwärts zum Bach abfallenden Senke, die zum Erfassungszeitpunkt weitgehend ungemäht und sehr reich an Kennarten der Nasswiesen war. Am Bach dominiert die Waldsimse, südlich davon treten Großseggen und Glieder-Binse auf, begleitet von Wiesen-Fuchsschwanz und Wolligem Honiggras.
Die östliche Teilfläche bildet einen kennartenreichen, linearen Nasswiesenstreifen unterhalb einer Böschung bzw. im südlichen Teil auch auf der Böschung. Dieser sehr nasse Bereich wird vermutlich nur unregelmäßig gemäht.
Die westliche Teilfläche dient als Pufferbereich zwischen dem Bach und dem Wirtschaftsgrünland. Das Biotop wird als Gebiet von lokaler Bedeutung eingestuft. Als Beeinträchtigung wird eine schwache Eutrophierung in den Teilbiotopen Rohrglanzgras-Röhricht und Schachtelhalm-Sumpf genannt. Die Biotoptypen umfassen Sickerquelle (30 %), Hochstaudenflur quelliger, sumpfiger oder mooriger Standorte (39 %), Rohrglanzgras-Röhricht (20 %), Schachtelhalm-Sumpf (8 %) und Nasswiese (33 %).
Im Biotop findet sich die Bach-Kratzdistel (Cirsium rivulare), eine gefährdete Art der Farn- und Blütenpflanzen.